# Hwicce uralkodóinak listája
Hwicce egy apró királyság volt a kora középkori Angliában. Az alábbi uralkodólista hiányos lehet.
| Uralkodó   | Uralkodott       | Megjegyzés        |
| ---------- | ---------------- | ----------------- |
| Eanhere    | ur.: VII. század |                   |
| Eanfrith   | ur.: VII. század | Eanhere testvére. |
| Osric      | ur.: 676 körül   | Eanhere fia.      |
| Oswald     | ur.: 679 körül   | Osric testvére.   |
| Æthelmod   | ur.: 680 körül   | Osric fia.        |
| Oshere     | ur.: 693 körül   | Osric testvére.   |
| Æthelberht | ur.: 693 körül   | Oshere fia.       |
| Æthelheard | ur.: 709 körül   | Oshere fia.       |
| Æthelweard | ur.: 709 körül   | Oshere fia.       |
| Æthelric   | ur.: 736 körül   | Oshere fia.       |
| Eanberht   | ur.: 757 körül   |                   |
| Uhtred     | ur.: ~757–778    |                   |
| Ealdred    | ur.: ~757–778    |                   |